# Mesiotelus
Mesiotelus is een geslacht van spinnen uit de familie bodemzakspinnen (Liocranidae).

## Soorten
De volgende soorten zijn bij het geslacht ingedeeld:
- Mesiotelus alexandrinus (Simon, 1880)
- Mesiotelus annulipes (Kulczyński, 1897)
- Mesiotelus cyprius Kulczyński, 1908
- Mesiotelus grancanariensis Wunderlich, 1992
- Mesiotelus kulczynskii Charitonov, 1946
- Mesiotelus libanicus (Simon, 1878)
- Mesiotelus lubricus (Simon, 1880)
- Mesiotelus maderianus Kulczyński, 1899
- Mesiotelus mauritanicus Simon, 1909
- Mesiotelus pococki Caporiacco, 1949
- Mesiotelus scopensis Drensky, 1935
- Mesiotelus tenellus (Thorell, 1875)
- Mesiotelus tenuissimus (L. Koch, 1866)
- Mesiotelus viridis (L. Koch, 1867)
- Mesiotelus zonsteini Mikhailov, 1986